# Duba Stonska
Duba Stonska – wieś w Chorwacji, w żupanii dubrownicko-neretwiańskiej, w gminie Ston. W 2011 roku liczyła 36 mieszkańców.